# 奧布瓦河
奧布瓦河是俄羅斯的河流，由彼爾姆邊疆區負責管轄，屬於卡馬河的右支流，河道全長247公里，流域面積約6,720平方公里，發源自上卡馬高地，每年十月至翌年五月結冰。

## 外部連結
- Obva in Great Soviet Encyclopedia

58°32′20″N 55°27′06″E / 58.53889°N 55.45167°E